# Wiker SV
Der Wiker SV ist ein Sportverein aus dem Kieler Stadtteil Wik. Die erste Fußballmannschaft der Frauen nahm dreimal an der Endrunde um die deutsche Meisterschaft teil. Die erste Fußballmannschaft der Männer spielte acht Jahre in der höchsten Amateurliga von Schleswig-Holstein. Die Volleyball-Frauen spielen in der Regionalliga Nord. Der Verein wurde am 5. Juni 1929 gegründet.

## Frauenfußball
Die Frauenfußballabteilung wurde erstmals im Jahre 1970 gegründet. Von 1974 bis 1976 gewann die Mannschaft dreimal in Folge die Landesmeisterschaft von Schleswig-Holstein und qualifizierte sich dadurch für die Endrunde um die deutsche Meisterschaft. Nur im Jahr 1975 überstanden die Kielerinnen die erste Runde. Nachdem man sich gegen den TSV Wulsdorf durchsetzen konnte sorgte im Viertelfinale Tennis Borussia Berlin für das Aus. Der schleswig-holsteinische Pokal wurde 1977 gewonnen. Im Jahre 1978 wurde die Abteilung wieder aufgelöst, da es an Spielerinnen mangelte. Im März 2007 wurde ein Neuanfang unternommen. Derzeit spielt die Mannschaft in der Kreisliga Rendsburg-Eckernförde.

## Männerfußball
Die Männer der Wiker SV schafften im Jahre 1952 erstmals den Sprung in die Bezirksklasse Ost, konnten sich aber nach dem Abstieg von 1954 erst nach dem Wiederaufstieg 1956 etablieren. 1967 stiegen die Wiker mit nur 6:54 Punkten wieder in die Kreisliga ab. In den 1970er Jahren wurde der WSV zur Fahrstuhlmannschaft zwischen Bezirks- und Kreisliga, ehe 1978 erstmals der Aufstieg in die Landesliga Nord gelang. Vier Jahre später folgte der Aufstieg in die Verbandsliga Schleswig-Holstein. Nach fünf Jahren Abstiegskampf ging es 1987 zurück in die Landesliga.
Im Jahre 1992 gelang der erneute Aufstieg in die Verbandsliga, wo die Mannschaft zwei Jahre später die Qualifikation zur neu geschaffenen Oberliga Hamburg/Schleswig-Holstein um drei Punkte verpasste. 1995 folgte als Viertletzter der Abstieg, da gleich drei Mannschaften aus Schleswig-Holstein aus der Oberliga absteigen mussten. Nach der Auflösung der Landesligen 1999 wurde der WSV in die Bezirksoberliga Ost eingruppiert, aus der man 2004 abstieg. Nach weiteren Auf- und Abstiegen spielen die WSV-Männer seit 2017 in der Verbandsliga Ost und mussten ein Jahr später in die Kreisliga absteigen.

## Volleyball
Die Volleyballabteilung wurde 1978 gegründet. Die Frauen des Wiker SV spielten von 2013 bis 2016 unter Trainer Jürgen Vogt in der Dritten Liga Nord. 2016 schloss sich das Team dem Kieler TV an. Aktuell spielen beim Wiker SV ein Frauenteam in der Regionalliga Nord sowie je ein Frauen- und ein Männerteam in der Verbandsliga Schleswig-Holsteins. Der Wiker SV ist weiterhin bekannt für gute Jugendarbeit im Mädchenbereich.
Ein weiterer wichtiger Bestandteil der Volleyballabteilung ist der Mixed-Volleyball. Neben diversen regionalen Titeln wurde man auch viermal Schleswig-Holsteinischer Landesmeister.

## Andere Abteilungen
Außer Fußball und Volleyball werden beim Wiker SV noch Handball, Tennis, Tischtennis, Turnen, Fitness und Karate angeboten.